# Patristik
Patristik er en teologisk disciplin som beskæftiger sig med kirkefædrenes skrifter. Det defineres oftest ud fra den mest begrænsede tolkning af kirkefædre, det vil sige dem der skrev mellem slutningen af det 1. århundrede og slutningen af det 8. århundrede, den såkaldte "patristiske periode".
Patristikken er nært knyttet til studiet af tidlig kirke- og dogmehistorie, da skrifterne er hovedkilder til disse temaer. 
Skrifterne består af dogmeafhandlinger, praktiske afhandlinger, åndelig litteratur og en stor mængde prædikener. 